# 도쿄지헨
도쿄지헨(일본어: 東京事変, とうきょうじへん, Tokyo Incidents)은 일본의 록 밴드로서 일본의 여성 가수인 시나 링고(椎名 林檎)를 중심으로 결성되었다. 이들이 대중 앞에 처음 모습을 보인 것은 시나 링고의 2003년 전국 투어 쌍육 엑스터시(雙六エクスタシー)였고 이 때는 시이나 링고의 백밴드로서 소개되었다. 공식적으로 밴드로서 활동을 시작한 것은 2004년 여름이다. 2004년 9월 8일 싱글 "群青日和"(남청색 날씨)로 데뷔했다. 2006년에 발매한 앨범 "大人(アダルト)"(어덜트)는 일본의 오리콘 차트 1위를 기록했다. 2012년 1월 11일, 2월에 굿바이 콘서트를 가진 후 해체하기로 공식 선언했다. 이후, 2020년 1월 1일부터 밴드를 재결성했다.

## 약력

### 1기
2003년 가을 시이나 링고의 라이브 「쌍육 엑스터시」를 위해서 결성된다.
2004년에 후지 락 페스티벌 등의 라이브 참가를 거쳐, 9월에 싱글 "群青日和"(남청색 날씨)로 메이저 데뷔. 10월에는 싱글 『조난』, 11월에는 앨범 『교육』, 12월에는 PV집 『tokyo incidents vol. 1』을, 4개월 연속으로 릴리즈했다.
2005년에는 처음으로 라이브 투어 「도쿄지헨 live tour 2005 "Dynamite!"」을 개최한다. 그러나 그 해 7월1일에, 에이치 제토 엠(H 是都 M)과 히라마 미키오가 각각의 활동으로, 탈퇴를 발표한다. 한편, 이 2명의 탈퇴는 「Dynamite!」 투어가 행해지기 전에 이미 결정된 일이라고 알려진다. 지금까지 활동한 멤버는, 이후 「제1기 멤버」로 언급된다.

### 2기
싱글 『아수라장』, 앨범 『어른(어덜트)』의 제작에 아울러, 이자와 이치요우, 우키구모 2명이 밴드에 참가. 이 2명의 영입으로 현재의 멤버가 된다.
2006년 1월 25일에 발매된 2번째 앨범 『어른』은, 발매 1주째로 17.0만장을 판매하고, 처음으로 오리콘 차트 1위를 획득했다. 또, 2월에는 일본 무도관과 오사카성 홀에서 새 멤버로 첫 라이브 「DOMESTIC! Virgin LINE」, 4월부터는 약 2개월에 걸쳐, 전국 17개 도시에서 앨범을 내걸어 라이브 투어 「"DOMESTIC!" Just can't help it.」을 연달아 실시. 그 해 말에는, COUNTDOWN JAPAN 06/07 에도 출연했다 (12월 30일:마쿠하리, 12월 31일:오사카).
2007년 7월 11일에는 4번째 싱글 『OSCA』, 8월22일에는 5번째 싱글 『킬러 튠』을 발매. 더욱 9월 26일에 3번째 작품의 앨범 『오락』의 릴리즈와 10월 18일부터 전국 7도시 라이브하우스(live house) 투어 「도쿄지헨 live tour 2007 Spa & Treatment」가 실시. 시이나가 전작 『어른』의 발매 인터뷰에서 「(향후에 관해서) 자신은 곡을 쓰지 않고, 작사와 노래에만 전념한 앨범을 만들어 보고 싶다」라고 한 발언 그대로, 『OSCA』, 『킬러 튠』,『오락』에서는 작사와 노래만을 담당했다. 11월 21일에는, 「도쿄지헨 live tour 2007 Spa & Treatment」에서 보여 준 신곡 『섬광소녀』가, DVD로 시판되었다. 이 다음, 모 프로그램에서 「결국 내가 어레인지를 더해버려, 곡을 쓰는 수고로 변함없이 바빴다.」라고 말했다.
2008년, 시이나 링고로써 10주년이란 것도 있어, 그녀는 오랜만에 솔로로 활동을 재개했다. 그 때문에 여름에 개최된 RISING SUN ROCK FESTIVAL에서는 그녀의 솔로와 밴드의 양쪽으로 참가하게 되었다. 또 동경사변으로써의 활동도 한정적이었다.
2009년, 지난해에 이어서 시이나 링고 솔로로써의 활동을 계속해 오랜만에 뉴 앨범을 발표했다. 그 때문에, 한 해의 전반은 시이나 이외의 멤버도 저마다 활동에 전념하게 되었다. 가메다는 본업인 프로듀서로 여러 아티스트들과 작업을, 하타는 후지 패브릭의 레코딩이나 라이브에서 서포트 멤버로서 참가했다. 또 이자와는, ELLEGARDEN(현재활동중지중)의 호소미 타케시(細美武士)가 결성한 신 밴드「the HIATUS」의 투어 멤버(호리에 히로히사(堀江博久)가 출연 못한 때의 대역)으로 참가. 10월 1일, 연말의 COUNTDOWN JAPAN 09/10에 출연이 발표되었다. 또 같은 해의 연말, 4번째 앨범을 향해 2년만에 활동을 재개. 12월 2일에는 6번째 싱글「능동적 삼분간」을 릴리즈. 자체 처음으로 오리콘 싱글 차트의 첫등장 1위를 획득했다. 이 곡은 에자키 글리코「워터링 키스민트 껌」의 CM송으로 기용되어, 그 이미지 캐릭터로 시이나가 기용되었다(또, 같은 CM의 내레이션은 우키구모가 담당하고있다.). 시이나가 CM에 출연하는 것은 처음있는 일이었다.
2010년 2월 24일에는 대망의 4번째가 되는 앨범『스포츠』가 릴리즈 되어, 앨범으로는『어른(어덜트)』이래 오리콘 차트 1위를 획득했다. 같은 해 3월부터는 전국 투어「동경사변 live tour 2010 울트라C」가 시행했다.
7월 21일부터 TV 아사히계열 금요드라마「아타미 수사관(熱海の捜査官)」주제가인「천국에 어서오세요」가, 28일에는「워터링 키스민트」CM송으로 시용되었던「도파민트!」가 배급한정으로 릴리즈 되었다.
2011년 2월 23일에는 7번째 싱글「하늘이 울리고 있다/여자애는 누구라도」를 릴리즈 예정.「여자아이는 누구라도」는 시세이도(資生堂)「마키아쥬」의 CM송으로 기용되는 동시에 이미지 캐릭터로 시이나가 기용되는 것이 결정되어 있었지만, 금회의 불상사에 의해, 키스민트CM에는 16일부터 명의를「시이나 링고」로 하여, 같은 곡의 다른 어레인지 버전(심해판)이 사용되는 일이 됐다. 마키아쥬CM도 같은 형식의 처치가 내려져, 일정대로 방송되었다. 또, TV 아사히계열 뮤직 스테이션에 2주 연속 출연 예정이 캔슬되는 사태도 일어났었다.
2011년 3월 14일 하타는 약식제판에 의해 벌금형이 되었기 때문에 협의결과 4월 5일부터 활동을 재개할 수 있게 된 것 외, 발매미정이었던 상기의 싱글을 5월 11일에 릴리즈하는 것이 결정되었다. 이번의 일련 사건에 대해서는 하타는 공식 웹사이트에서 사죄하고 있다.
2011년 6월 29일 다섯 번째 정규 음반 《대발견》이 발매됐다.
2012년 2월 굿바이 콘서트로 정식 해체했다.

### 3기
2020년 1월 1일 밴드 재결성을 했다.

## 구성원
탈퇴한 히라마 미키오와 에이치 제토 엠은 '1기 멤버'로 언급된다. 그 뒤 영입된 이자와와 우키구모는 '2기 멤버'로 분류되나 후에 멤버의 변동 여부를 알 수는 없어, 편의상 언급되고 있다. 나머지 멤버들(시이나, 카메다, 하타)은 원 멤버, 1기 멤버 등으로 언급된다.

### 현 멤버
- 시이나 링고(椎名 林檎) : 보컬
- 카메다 세이지(亀田 誠治) : 베이스 기타
- 하타 토시키(刃田 綴色) : 드럼
- 우키구모(浮雲) : 기타 ※2005년 가입
- 이자와 이치요우(伊澤 一葉) : 전자 키보드 ※2005년 가입

### 이전 멤버(1기 멤버)
- 에이치 제토 엠 (H 是都 M) :  ※2005년 탈퇴, 히이즈미 마사유키(ヒイズミマサユ機)(PE'Z)로도 활동。솔로 및 H ZETTRIO 활동 땐 H ZETT M이란 이름 사용
- 히라마 미키오 (☃☃)☃☃: 전기 기타 ※2005년 탈퇴   히라마 미키오(晝海 幹音) : 전기 기타 ※2005년 탈퇴

## 디스코그래피

### 싱글
| 순서 | 타이틀                                                                                                   | 발매일           |
| ---- | --- | ---------------- |
| 1    | 남청색 날씨(군청일화)(群青日和 군조비요리[*])                                                            | 2004년 9월 8일   |
| 2    | 조난 (遭難)                                                                                              | 2004년 10월 20일 |
| 3    | 아수라장 (修羅場 슈라바[*])                                                                              | 2005년 11월 2일  |
| 4    | OSCA | 2007년 7월 11일  |
| 5    | 킬러튠 (キラーチューン)                                                                                  | 2007년 8월 22일  |
| 6    | 능동적 삼분간 (能動的三分間 노도테키삼푼칸[*])                                                           | 2009년 12월 2일  |
| 7    | 하늘이 울리고 있다/여자애는 누구라도(空が鳴っている/女の子は誰でも 소라가낫테이루/온나노코와다레데모[*]) | 2011년 5월 11일  |

### 전달 한정 싱글
| 발매일           | 타이틀                                        | 비고 |
| ---------------- | --------------------------------------------- | --- |
| 2006년 3월 23일  | 비밀 for DJ(秘密 for DJ)                      | 아날로그반 뿐인 앨범「ADULT VIDEO ORIGINAL SOUND TRACK」수록곡에서 3곡을 1곡씩 싱글화한것. 이 밖에 음원으로는 앞서 설명된 아날로그반, 영상으로는 DVD「ADULT VIDEO」에 수록. |
| 2006년 3월 23일  | 사랑은 환상 for musician(恋は幻 for musician) | 아날로그반 뿐인 앨범「ADULT VIDEO ORIGINAL SOUND TRACK」수록곡에서 3곡을 1곡씩 싱글화한것. 이 밖에 음원으로는 앞서 설명된 아날로그반, 영상으로는 DVD「ADULT VIDEO」에 수록. |
| 2006년 3월 23일  | 황혼울음 for musician(黄昏泣き for mother)    | 아날로그반 뿐인 앨범「ADULT VIDEO ORIGINAL SOUND TRACK」수록곡에서 3곡을 1곡씩 싱글화한것. 이 밖에 음원으로는 앞서 설명된 아날로그반, 영상으로는 DVD「ADULT VIDEO」에 수록. |
| 2006년 8월 30일  | 소녀로봇(少女ロボット)                        | 「“DOMESTIC!”Just can't help it.」에서 셀프커버하여, DVD「Just can't help it.」의 발매에 앞서 릴리즈했다. 앨범에는 수록되지는 않았지만, 라이브 음원과 같은 것.              |
| 2007년 11월 21일 | 섬광소녀(閃光少女)                            | 스바루「경(軽) STELLA R2」CM송. 2010년 2월 24일 발매의 앨범『스포츠(スポーツ)』에 수록되었다.                                                                               |
| 2010년 7월 28일  | 천국에 어서오세요(天国へようこそ)             | TV아사히계 금요 나이트 드라마「아타미의 수사관」주제가. 모바일 전송은 7월 21일부터 전송개시.                                                                                |
| 2010년 7월 28일  | 도파민트!(ドーパミント!)                      | 글리코「워터링 키스민트」CM송. |
| 2011년 4월 12일  | 새벽의 노래(夜明けのうた)                     | 키시 요우코(岸洋子)의 커버곡. YouTube에서 공식전달되었다. 영상은 PV(프로모션 비디오)풍 어레인지로 되어, 멤버 전원이 출연하고 있다.                                          |

### 앨범
| 순서 | 타이틀                            | 발매일           |
| ---- | --------------------------------- | ---------------- |
| 1    | 교육 (教育)                       | 2004년 11월 25일 |
| 2    | 어덜트 (大人(アダルト))           | 2006년 1월 25일  |
| 3    | 오락(Variety)(娯楽（バラエティ）) | 2007년 9월 26일  |
| 4    | 스포츠 (スポーツ)                 | 2010년 2월 24일  |
| 5    | 《대발견》                        | 2011년 6월 29일  |
| 6    | 《color bars》                    | 2012년 2월 15일  |

### 아날로그
| 발매일           | 타이틀                                            | 비고         |
| ---------------- | ------------------------------------------------- | ------------ |
| 2004년 11월 25일 | 군청일화/조난(群青日和/遭難)                      | 초회생산한정 |
| 2006년 3월 23일  | ADULT VIDEO ORIGINAL SOUND TRACK                  | 초회생산한정 |
| 2007년 11월 21일 | 오락(버라이어티) 증간호(娯楽 (バラエティ) 増刊号) | 초회생산한정 |

### DVD
|               | 발매일           | 타이틀                | 비고                                                    |
| ------------- | ---------------- | --------------------- | ------------------------------------------------------- |
| 뮤직 클립집   | 2004년 12월 8일  | tokyo incidents vol.1 | 초회생산한정판 픽쳐 라벨 사양                           |
| 라이브 비디오 | 2005년 7월 13일  | Dynamite in           |                                                         |
| 라이브 비디오 | 2005년 8월 17일  | Dynamite out          | 초회생산한정판 “출입구 케이스”（Dynamite in & out）사양 |
| 뮤직 클립집   | 2006년 3월 23일  | ADULT VIDEO           | 초회생산한정판 디지팩 사양                              |
| 라이브 비디오 | 2006년 9월 6일   | Just can't help it.   | 초회생산한정판 디지팩 사양                              |
| 뮤직 클립집   | 2007년 11월 21일 | 섬광소녀(閃光少女)    | 초회생산한정판 들쑥날쑥 사양                            |
| 라이브 비디오 | 2010년 3월 26일  | Spa & Treatment       | 라이브 회장・통신판매한정                               |
| 라이브 비디오 | 2010년 8월 25일  | Spa & Treatment       | 일반판매                                                |
| 라이브 비디오 | 2010년 8월 25일  | 울트라C(ウルトラC)    | 초회생산한정판 “출입구 케이스”사양                      |
| 뮤직 클립집   | 2011년 9월 21일  | CS Channel            | 초회생산한정판 “출입구 케이스”사양                      |
| 라이브 비디오 | 2012년 2월 15일  | Discovery             |                                                         |
| 라이브 비디오 | 2012년 6월 13일  | Bon Voyage            | 초회생산한정판 “슬리브 케이스”사양                      |
| 라이브 모음집 | 2012년 8월 29일  | 珍プレー好プレー      | 초회생산한정판 “슬리브 케이스”사양                      |
| 클립 모음집   | 2013년 2월 27일  | Golden Time           | 초회생산한정판 “슬리브 케이스”사양                      |

### BD
|               | 발매일            | 타이틀             | 비고 |
| ------------- | ----------------- | ------------------ | ---- |
| 라이브 비디오 | 2010年년 9월 8일  | 울트라C(ウルトラC) |      |
| 뮤직 클립집   | 2011年년 9월 21일 | CS Channel         |      |
| 라이브 비디오 | 2012年년 2월 15일 | Discovery          |      |
| 라이브 비디오 | 2012年년 6월 13일 | Bon Voyage         |      |
| 라이브 모음집 | 2012年년 8월 29일 | 珍プレー好プレー   |      |
| 클립 모음집   | 2013年년 2월 27일 | Golden Time        |      |

## 콘서트
- 0724 YAMABIKARI（2004년 7월24일）

칸베 치킨죠지
- MEET THE WORLD BEAT（2004년 7월25일）
- FUJI ROCK FESTIVAL '04（2004년 7월30일）
- SUNSET LIVE 2004（2004년 9월3일）
- 동경사변 live tour 2005 “dynamite!”（2005년 1월17일 - 3월16일）

마츠야마, 히로시마, 카나자와, 교토, 삿포로, 센다이, 오사카, 후쿠오카, 나고야, 시부야
- 제1회 링고반 대회 어덜트・온리

2005년 12월12일・13일 에비스 더・가든 홀、12월20일・21일 다이칸야마UNIT
- DOMESTIC! Virgin LINE

2006년 2월19일 일본 무도관, 2월21일 오사카성 홀
- 동경사변“DOMESTIC!”Just can't help it.（2006년 4월7일 - 5월30일）

가마쿠라, 삿포로, 오오미야, 니가타, 센다이, 모리오카, 후쿠오카, 구라시키, 히로시마, 교토, 도야마, 나고야, 시즈오카, 오사카, 시부야, 오키나와
- SOCIETY OF THE CITIZENS vol.1

2006년 7월2일 히비야 야외 음악당
- COUNTDOWN JAPAN 06/07

2006년 12월30일 마쿠하리 멧세, 31일 인덱스 오사카
- 동경사변 live tour 2007 Spa & Treatment（2007년 10월18일 - 11월21일）

요코하마, 나고야, 오사카, 후쿠오카, 센다이, 삿포로, 도쿄
- RISING SUN ROCK FESTIVAL 2008 in EZO（2008년 8월15일）
- SOCIETY OF THE CITIZENS vol.2

2008년 8월23일・24일 JCB 홀
- COUNTDOWN JAPAN 09/10（2009년 12월30일）
- 동경사변 live tour 2010 울트라C（2010년 3월26일 - 5월23일）

가와구치, 우츠노미야, 니가타, 나가노, 치바, 센다이, 아오모리, 후쿠이, 나고야, 후쿠오카, 오이타, 삿포로, 오사카, 도쿄, 다카마쓰, 히로시마, 시마네, 구라시키
- EMI ROCKS

2010년 11월6일 사이타마 슈퍼 아레나

## 타이업 일람
- 군청일화(群青日和) - 산요전기(三洋電機)「Au (휴대전화)|au W21SA」CM송
- 아수라장(修羅場) - 후지 TV계 드라마 《오오쿠: 화의 난》 주제가
- 금붕어 상자(金魚の箱)（앨범『오락 (버라이어티)』수록） - 영화「망량의 상자」주제가
- 섬광소녀(閃光少女) - 스바루「경(軽) STELLA R2」CM송
- 능동적 삼분간(能動的三分間) - 글리코「워터링 키스민트」CM송　※시이나 본인 출연, 내레이션은 우키구모
- 승전(勝ち戦)（앨범『스포츠』수록） - 글리코「워터링 키스민트」CM송　※시이나 본인 출연, 내레이션은 우키구모
- 천국에 어서오세요(天国へようこそ) - TV 아사히계 금요 나이트 드라마 《아타미의 수사관》 주제가
- 도파민트!(ドーパミント!) - 글리코「워터링 키스민트」CM송　※시이나 본인 출연, 내레이션은 이자와
- 하늘이 울리고 있다(空が鳴っている) - 글리코「워터링 키스민트」CM송　※시이나 본인 출연/내레이션
- 여자애는 누구라도(女の子は誰でも) - 시세이도「마키아쥬(MAQuillAGE)」CM송　※시이나 본인 출연, 일부 내레이션도 담당
- 새로운 문명개화(新しい文明開化) - 도쿄메트로 CM송

## 밴드 외 활동 사항
- 가메다 세이지

베이스 기타를 담당하는 가메다 세이지(亀田 誠治)는 스피츠, 히라이 겐, 차콜 필터, 이나고 라이더, 플로우, 두 애즈 인피니티 등 일본의 여러 가수와 밴드의 프로듀서로서도 알려져 있다.